# Fédération des sociétés juives de France
La Fédération des sociétés juives de France ou FSJF est au sein du CRIF une association qui se donne pour fin, dans le cadre de la défense et du rayonnement du judaïsme, d'apporter à ses adhérents, en cas de besoin, son concours juridique, une aide matérielle et un soutien moral. Créée en 1923 et reconnue d’intérêt général le 24 juillet 1928, elle réunit aujourd'hui quarante deux des sociétés de secours mutuelles qui se sont développées à partir de la Belle Époque pour accueillir l'immigration ashkénaze. Agissant pour le compte de celles ci, elle offre une sépulture aux nécessiteux, organise des cérémonies commémoratives, développe les échanges universitaires avec Israël, anime le Centre d’art et de culture Israël Jefroykin, finance le centre sportif Maccabi Paris, gère la maison de retraite médicalisée Résidence Malka.

## Histoire
En 1913, est créée la Fédération des sociétés juives de Paris, qui regroupe quelques-unes des douze mutuelles de Juifs étrangers ou « landsmanshaftn » qui œuvrent à Paris. Ces sociétés de secours mutuel, plus de deux cents à Paris en 1939, sont organisées par villes ou villages d’origine.
En 1923, la FSJP s'élargit en devenant la FSJF. En 1926, celle ci regroupe cinquante landsmanshaftn. En 1930, cela correspond à deux mil familles. À partir de cette année, la FSJF édite son journal, le Parizer Haïnt (Aujourd’hui Paris). Ses structures d’assistance (aides au travail, au logement, financières) et le rayonnement de ses activités culturelles (université populaire, bibliothèque, clubs sportifs) font de la FSJF jusqu’en 1933 le principal représentant du Juifs immigrés. En 1939, elle regroupe quatre vingt dix landsmanshaftn.
Sous l’Occupation, elle  poursuit dans la clandestinité son œuvre et contribue au sauvetage de la population juive. Elle procure une aide matérielle à des dizaines de milliers de persécutés, leur fait faire de faux-papiers, les adresse à des passeurs... En décembre 1943, la Fédération créé un journal clandestin, Quand même.
Après la Libération, la FSJF se consacre au relèvement économique, culturel et social de la population juive. Elle met en œuvre un fonds de démarrage économique, un service social, un bureau de placement, un service d’aide aux étrangers, une colonies de vacances, une maison d’enfants, une maison de vieillards, un service juridique, un service de recherche de familles, un service culturel.
En 1997, la Fédération, se recentrant sur son action sociale, transfert son fonds yiddish, la langue n'étant guère plus parlée, à la Bibliothèque Medem.
La FSJF est domiciliée successivement 60 rue d’Amsterdam, rue de la Folie-Méricourt, et actuellement au 70 rue de Turbigo. Elle publie aujourd'hui la revue Unzer Kiyoum (Notre existence).

## Positonnement
La Fédération des sociétés juives de France est une des plus importantes institutions israélites de France représentées par le CRIF.
La FSJF est apolitique. En 1938, les communistes créent l'Union des sociétés juives de France, en yiddish Farband foun die Yiddché Geseltschaften in Frankrâich, plus laïque et plus « ouvriériste ».

## Dirigeants successifs
- Israël Jefroykin, le premier président de la fédération,
- Marc Jarblum, président avant et pendant la guerre,
- Jules Jefroykin, président après la guerre,
- Claude Kelman,
- Mordekhai Lerman,
- Reuben Grinberg,
- Elie Kruker,
- Maurice Skornik, président depuis 1992.
- Hervé Skornik, président depuis 2024

## Participations
La FSJF a été cofondatrice des organisations suivantes :
- en 1940, à Paris, le Comité de la rue Amelot[3], première organisation clandestine de résistance juive en France et de secours pour les juifs en difficulté, par ses membres Léo Glaeser, Reuben Grinberg, Robert Ebschtein, Kurtzberg et Marc Jarblum,
- en 1943, en pleine année de guerre, repliée en zone libre, le CRIF par son représentant secrétaire général, Claude Kelman,
- en 1945, pour accueillir et venir en aide aux rescapés de la Shoah, le Comité juif d’action sociale et de reconstruction, COJASOR, qui en 2000 a fusionné avec le Comité d’action sociale israélite de Paris fondé en 1809, CASIP, pour former le Casip Cojasor, reconnu d’utilité publique,
- en 1949, le FSJU, dans le but de venir en aide au nouvel état juif.

### Sources
1. 1 2  S. Mandron, La Bibliothèque Medem - mémoire de diplôme, p. 23, École nationale supérieure des bibliothèques, Villeurbanne, 1986.
2. 1 2  S. Mandron, La Bibliothèque Medem - mémoire de diplôme, p. 24, École nationale supérieure des bibliothèques, Villeurbanne, 1986.
3. ↑  J. Jacoubovitch, « Rue Amelot ».